# ホルスト・ジンダーマン
ホルスト・ジンダーマン（ドイツ語: Horst Sindermann, 1915年9月5日 - 1990年4月20日）は、ドイツ民主共和国（東ドイツ）の政治家、首相（閣僚評議会議長）（1973年-1976年）、人民議会議長（1976年-1989年）。

## 経歴
ドレスデン生まれ。国民学校とギムナジウムを卒業後、1929年に共産党の党員となる。1933年、反ナチス活動の罪状で逮捕され禁固8ヶ月。1935年にはヒトラー暗殺計画に関与した罪状で教化所での懲役6年を言い渡される。第二次世界大戦中はザクセンハウゼン強制収容所、マウトハウゼン強制収容所で過ごした。1945年に連合軍により解放される。戦後、彼は新聞編集者となり、ドレスデンの「ザクセン人民新聞」やケムニッツの「人民の声」紙の編集長を務める。1950年には「自由ハレ」編集長。
1945年、再建された共産党に入党、翌年統合されたドイツ社会主義統一党（SED）に入党。ナチ時代の裏切り容疑で党の上司に睨まれたこともあったが、失脚しなかった。やがて1963年にケムニッツ及びライプツィヒ支部の支部長となった（‐1971年）。1963年から1989年まで人民議会の議員を務める。彼はまた、SEDの政治局員に就任。1971年に閣僚評議会副議長（副首相）、1973年には議長（首相）に就任。しかしその政策がリベラル過ぎるとしてSEDのエーリッヒ・ホーネッカー書記長の不興を買い、1976年10月29日の人民議会で閣僚評議会議長を解任され、儀礼的な役割しかない人民議会議長に選出された。閣僚評議会議長にはジンダーマンの前任者ヴィリー・シュトフ国家評議会議長が再任し、国家評議会議長はホーネッカーが兼任した。形式上ジンダーマンは序列ナンバー3の地位にあった。
1989年のベルリンの壁崩壊後、ジンダーマンは人民議会議長を解任されたうえSED党籍を剥奪され、汚職捜査のため短期間拘置された。しかし罪状が見つからなかったため釈放され、半年後の東西ドイツ再統一を見ることなく間もなく死去した。
死の直前『シュピーゲル』のインタビューに対し、東ドイツの崩壊は「わが生涯の作品が崩れ去る」ことを意味すると苦衷を語ったあと、「われわれは民衆に追放されたのであって、反革命にやられたのではない……『新フォーラム』のボーライ女史(ベアベル・ボーライ)らは反革命分子だといえば、笑いものになるだけだ」と率直に述べている。